# 세르게이 프로코피예프
세르게이 세르게예비치 프로코피예프(러시아어: Серге́й Серге́евич Проко́фьев, 1891년 4월 23일 ~ 1953년 3월 5일)는 우크라이나 출신 소련, 러시아의  오페라 7편, 교향곡 7편, 발레 8편, 피아노 협주곡 5곡, 바이올린 협주곡 2곡, 첼로 협주곡 1곡, 첼로와 관현악을 위한 협주교향곡, 피아노 소나타 9곡을 포함한 다양한 장르의 작품을 남겼다.
손촙카 마을(현재 우크라이나지역)에서 농업 엔지니어인 아버지와 피아니스트인 어머니 사이에서 독자로 태어났다. 프로코피예프는 이미 5살의 나이에 특출한 음악적 재능을 보였으며, 6살 때는 체스를 배웠다. 음악과 마찬가지로 체스는 프로코피예프 일생 동안 열중하였으며, 그 당시 세계 챔피언들과 견줄 정도로 충분한 실력을 갖추었다. 알렉산데르 빈클레르, 아나톨리 랴도프, 니콜라이 체레프닌, 니콜라이 림스키코르사코프를 사사하고 상트페테르부르크 음악원을 졸업한 뒤 초기에는 급진적인 작곡가이자 피아니스트로 명성을 얻었으며, 강렬한 불협화음과 뛰어난 기교가 돋보이는 작품들, 특히 피아노 협주곡 1·2번으로 주목을 받았다. 1915년, 그는 러시아 발레단의 세르게이 디아길레프의 의뢰를 받아 발레 음악을 작곡하던 중 이를 관현악곡 《스키타이 모음곡》으로 편곡하면서 기존의 작곡가-피아니스트 범주에서 벗어났다. 이후 디아길레프는 발레 《어릿광대》, 《강철의 발걸음》, 《탕자의 아들》을 추가로 의뢰하였으며, 이들 작품은 초연 당시 평단과 동료 음악가들에게 큰 반향을 일으켰다.
그러나 프로코피예프가 가장 큰 관심을 가진 장르는 오페라였으며, 《노름꾼》, 《불의 천사》 등 여러 편의 오페라를 작곡하였다. 그가 생전에 유일하게 성공을 거둔 오페라는 《세 개의 오렌지를 향한 사랑》으로, 시카고 오페라단을 위해 작곡되었으며, 이후 유럽과 러시아에서 꾸준히 공연되었다.
1917년 러시아 혁명 이후 그는 소비에트 인민위원인 아나톨리 루나차르스키의 승인 아래 러시아를 떠났으며, 이후 미국, 독일, 파리에서 작곡가·피아니스트·지휘자로 활동하며 생계를 유지했다. 1923년, 그는 스페인 출신의 성악가 카롤리나(리나) 코디나와 결혼하여 두 아들을 두었으나, 1947년 이혼하였다.
1930년대 초반, 대공황으로 인해 미국과 서유럽에서 발레와 오페라를 공연할 기회가 줄어들었다. 피아니스트로서 순회 연주를 해야 하는 현실을 불만스럽게 여겼던 프로코피예프는 점차 소련 정부로부터 새로운 작품 의뢰를 받는 방향으로 전환하였으며, 1936년 결국 가족과 함께 소련으로 영구 귀국하였다. 이 시기의 대표적인 소련 작품으로는 《키제 중위》, 《피터와 늑대》, 《로미오와 줄리엣》, 《신데렐라》, 《알렉산드르 네프스키》, 교향곡 5·6번, 《평화를 위한 경계》, 피아노 소나타 6~8번 등이 있다.
제2차 세계대전 중 독일의 소련 침공은 그를 더욱 대작(大作)으로 이끌었으며, 레프 톨스토이의 《전쟁과 평화》를 오페라로 작곡하는 야심찬 프로젝트에 착수하였다. 그는 오랜 동반자이자 후에 두 번째 아내가 된 미라 멘델손(Mira Mendelson)과 함께 대본을 공동 집필하였다.
그러나 1948년, 소련 정부는 그의 음악이 "반(反)민주적 형식주의"라고 비판하며 공격하였다. 그럼에도 불구하고 그는 차세대 러시아 연주자들, 특히 피아니스트 스비아토슬라프 리흐테르와 첼리스트 므스티슬라프 로스트로포비치의 강력한 지지를 받았다. 그는 리흐테르를 위해 피아노 소나타 9번을, 로스트로포비치를 위해 심포니-콘체르토를 작곡하였다.
1953년 3월 5일 사망하였지만, 소비에트 연방 정치인이자 국가원수였던 이오시프 스탈린의 사망과 겹쳐서 사망이 대대적으로 보도되지는 못했다.

## 주요 작품

### 오페라
- 막달레나 Op.13(1911~3)
- 도박사 Op.24(1915~6, 1927 개정)
- 3개의 오렌지를 향한 사랑 Op.33(1919)
- 불의 천사 Op.37(1919~27)
- 전쟁과 평화 Op.91(1941~52)

### 발레
- 어릿광대 Op.21(1915~21)
- 로미오와 줄리엣 Op.64(1935~6)
- 신데렐라 Op.87(1940~4)
- 돌꽃 Op.118(1948~53)

### 교향곡
- 1번 라장조 “고전” Op.25(1916~7)
- 2번 라단조 Op.40(1924~5)
- 3번 다단조 Op.44(1928)
- 4번 다장조 Op.47/112(1929~30(초판), 1947(개정판))
- 5번 내림 나장조 Op.100(1944)
- 6번 내림 마단조 Op.111(1945~7)
- 7번 올림 다단조 Op.131(1951~2)

### 관현악곡

#### 모음곡
- 로미오와 줄리엣 모음곡 1~3번(1~2번-1936, 3번-1946)
- 신데렐라 모음곡 1~3번 Op.107~9(1946)
- 돌꽃 모음곡 Op.126~9(Op.129는 미완성)(1951)
- 스키타이 모음곡 Op.20(1914~5)
- 여름밤 Op.123(1950)
- 키제 중위 모음곡 Op.60(1934)

#### 기타 관현악곡
- 가을 소묘 Op.8(1910)
- 교향 노래 Op.57(1933)
- 1941년 Op.90(1941)
- 푸시킨 왈츠 Op.120(1949)

### 협주곡

#### 피아노
- 1번 내림 라장조 Op.10(1911~2)
- 2번 사단조 Op.16(1912~3-소실, 1923-다시 작곡)
- 3번 다장조 Op.26(1917~21)
- 4번 내림 나장조 Op.53(1931)
- 5번 사장조 Op.55(1932)

#### 바이올린
- 1번 라장조 Op.19(1916~7)
- 2번 사단조 Op.63(1935)

#### 첼로
- 첼로협주곡 마단조 Op.58(1933~8)
- 첼로와 관현악을 위한 교향 협주곡 마단조 Op.125(1950~2)

### 실내악
- 발라드 Op.15(1912)(첼로와 피아노)
- 히브리 주제 서곡 Op.34(1919)(클라리넷 5중주)
- 5중주 사단조 Op.39(1924)(오보에, 클라리넷, 바이올린, 비올라, 더블베이스)
- 현악 4중주 1번 나단조 Op.50(1930)
- 두 대의 바이올린을 위한 소나타 다장조 Op.56(1932)
- 현악 4중주 2번 바장조 Op.92(1941)
- 바이올린 소나타 바단조 Op.80 (1946)
- 무반주 바이올린 소나타 라장조 Op.115(1947)
- 첼로 소나타 다장조 Op.119(1949)
- 플루트 소나타 라장조 Op.94(1943)

### 피아노
- 피아노 소나타 1번 바단조 Op.1(1907~9)
- 4개의 연습곡 Op.2 (1907-11)
- 4개의 소품 Op.3(1907~8)
- 4개의 소품 Op.4(1908)
- 10개의 소품 Op.12(1906~13)
- 피아노 소나타 2번 라단조 Op.14(1912)
- 토카타 라단조 Op.11(1912)
- 피아노 소나타 3번 가단조 Op.28(1907~17)
- 피아노 소나타 4번 다단조 Op.29(1908~17)
- 찰나의 환영 Op.22(1915~7)
- 4개의 소품 Op.32(1918)
- 피아노 소나타 5번 다장조 Op.38/135(1923-초판, 1952~3-개정판)
- 6개의 소품 Op.52(1930~1)
- 3개의 소품 Op.59(1933~4)
- 아이들을 위한 음악 Op.65(1935)
- 피아노 소나타 6번 가장조 Op.82(1939~40)
- 피아노 소나타 7번 내림 나장조 Op.83(1939~42)
- 피아노 소나타 8번 내림 나장조 Op.84(1939~44)
- 3개의 소품 Op.96(1941~2)
- 피아노 소나타 9번 다장조 Op.103(1947)

### 해설과 관현악
- 피터와 늑대 Op.67(1936)

### 합창
- 2개의 시 Op.7(1909~10)
- 6개의 노래 Op.66(1935)

### 가곡
- 미운 아기 오리 Op.18(1914)
- 5개의 시 Op.23(1915)
- 3개의 아이들의 노래 Op.68(1936)
- 3개의 로망스(푸시킨의 시) Op.73(1936)
- 7개의 노래 Op.79(1939)
- 12개의 러시아 민요 Op.104(1944)

## 참고 문헌
- Martin Kettle. First among equals. The Guardian. Retrieved on 2006-10-21
- 그레고리 하트, 《프로코피예프, 그 삶과 음악》(임선근 역, 포노, 2014). ISBN 978-89-93818-70-3